# Euploea gyllenhalii
Euploea gyllenhalii är en fjärilsart som beskrevs av Lucas 1853. Euploea gyllenhalii ingår i släktet Euploea och familjen praktfjärilar. Inga underarter finns listade i Catalogue of Life.